# 센보쿠 고속 철도

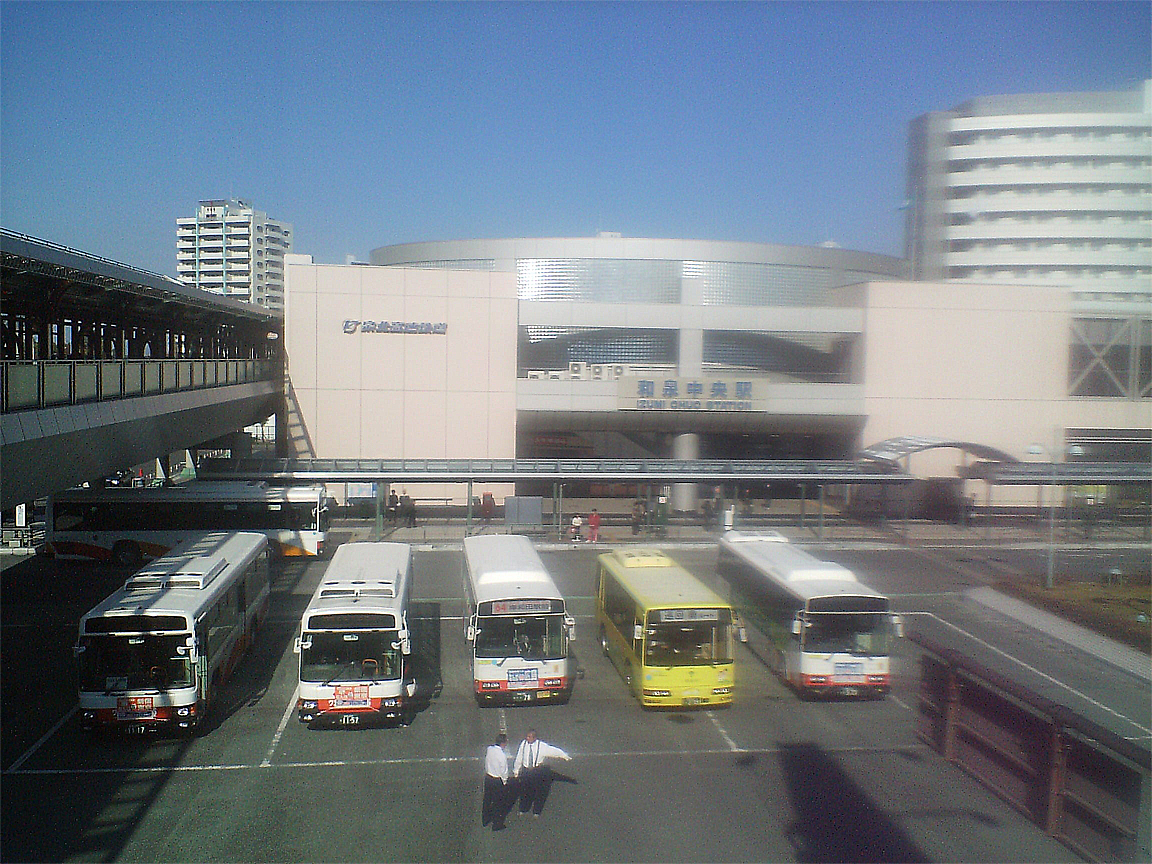

센보쿠 고속철도 주식회사(泉北高速鉄道株式会社,せんぼくこうそくてつどう, 영어:  Semboku Rapid Railway Co.,Ltd.)는 일본 오사카부에서 유통센터와 센보쿠 고속 철도선을 운영하는 기업이다. 본사는 오사카부 이즈미시(이즈미추오역 내부)에 있다. 난카이 전기 철도의 자회사로, 준대규모 사철로 분류된다. 원래 이름은 오사카부 도시 개발( 大阪府都市開発株式会社)였다.